# Antalis guillei
Antalis guillei är en blötdjursart som beskrevs av Victor Scarabino 1995. Antalis guillei ingår i släktet Antalis och familjen Dentaliidae. Inga underarter finns listade i Catalogue of Life.